# To ja, złodziej (ścieżka dźwiękowa)
To ja, złodziej – album ze ścieżką dźwiękową ilustrującą film pod tym samym tytułem (reż. Jacek Bromski), wydany w czerwcu 2000 roku. Nagrań dokonano w studiu Zbigniewa Preisnera w Niepołomicach.

## Lista utworów
1. Dżem - "To ja, złodziej" – 5:46
2. Bachleda Józef - "Yellow Tank" – 3:54
3. Oddział Zamknięty - "Ludzie ulicy" – 3:43
4. Henri Seroka - "Largo" – 3:00
5. Dżem - "Autsajder" – 6:44
6. Joanna Dark - "Senna jak lawina" – 4:46
7. Henri Seroka - "Rondo" – 1:16
8. Dżem - "To ja, złodziej" – 5:46 (wersja instrumentalna)
9. Oddział Zamknięty - "Dzieci śmieci" – 3:37
10. Dżem - "Whisky" – 5"25
11. Henri Seroka - "Symphonie nocturne" – 7:38
12. Henri Seroka - "Finale" – 1:32

## Wydawnictwa
- CD Box Music / Pomaton EMI; Premiera 24 czerwca 2000